# Flowers on the Grave
Flowers on the Grave este cel de-al treilea single extras de pe albumul In Orbit, al cântăreței de origine suedeză, Petra Marklund.

## Informații generale
În prima parte a anului 2006 a fost lansat cel de-al patrulea treilea single extras de pe albumul In Orbit, intitulat Flowers on the Grave. Acesta a fost compus, ca și restul albumului de către Jonas von der Burg, Anoo Bhagavan, Nicklas von der Burg și Niclas von der Burg. Aceasta are 3 minute și 28 de secunde, urmărește genul Electronic/House proeminent al albumului. Textul melodiei, prezintă o latură mai sensibilă a artistei și vorbește despre dragoste, aparențe și schimbări. Spre deosebire de linia melodică a celorlalte melodii incluse pe albumul In Orbit, "Flowers on the Grave" este foarte lentă și poate fi încadrată în categoria baladelor.
Melodia "Flowers on the Grave" a primit o difuzare foarte slabă din partea posturilor radio din Scandinavia și restul Europei. Din această pricină, melodia a eșuat în încercarea de a intra în oricare dintre topurile din Europa, chiar și în țara natală a artistei, Suedia. Astfel, piesa "Flowers on the Grave" este cea mai slab clasată melodie din cariera Petrei Marklund.
Totuși, pentru a promova single-ul, Marklund a flimat un videoclip. În cadrul acestuia, ea este surprinsă într-un spațiu complet alb, fiind îmbrăcată complet în alb. Treptat, în jurul său apar arbori albi. Treptat, Marklund este înconjurată de trandafiri și mere negre. Alături de acestea, apar cadre în care ea este surprinsă cântând într-un spațiu întunecat, fiind luminată doar de unele efecte computerizate.